# Glyptoporus
Genre
Glyptoporus est un genre de trématodes de la famille des Lecithodendriidae.

## Hôtes
Ce parasite a été découvert sur la Petite chauve-souris brune (Myotis lucifugus).

## Liste d'espèces
Selon ITIS (11 août 2019) et Catalogue of Life (10 février 2025) :
- Glyptoporus noctophilus Macy, 1936

Selon World Register of Marine Species (10 février 2025) :
- Glyptoporus asiaticus Kifune & Sawada, 1984
- Glyptoporus noctophilus Macy, 1936
- Glyptoporus ramsesi (Macy, 1964) Yamaguti, 1971

## Publication originale
- (en) Ralph W. Macy, « A New Genus and Species of Trematode from the Little Brown Bat and a Key to the Genera of Pleurogenetinae », Proceedings of the United States National Museum, Washington, Inconnu, vol. 83, no 2986,‎ 1936, p. 321–324 (ISSN 0096-3801 et 2377-6560, OCLC 1259735, DOI 10.5479/SI.00963801.83-2986.321, lire en ligne).